# Rally Islas Canarias - El Corte Inglés de 2011
El Rally Islas Canarias - El Corte Inglés 2011 fue la edición 35º, la segunda ronda de la Temporada 2011 del Intercontinental Rally Challenge y la segunda ronda del Campeonato de España. Se celebró del 14 al 16 de abril y contó con un itinerario de doce tramos sobre asfalto que sumaban un total de 240,92 km cronometrados.

## Itinerario
| Día            | Tramo | Nombre | Distancia      | Hora     | Ganador                      | Tiempo    | Veloci. media | Líder rally      |
| -------------- | ----- | ------ | -------------- | -------- | ---------------------------- | --------- | ------------- | ---------------- |
| Día 1 (15 Abr) | SS1   | 13:48  | Gran Canaria 1 | 1.50 km  | Guy Wilks                    | 1:23.2    | 64.90 km/h    | Guy Wilks        |
| Día 1 (15 Abr) | SS2   | 14:11  | Santa Lucía 1  | 24.57 km | Jan Kopecký                  | 14:08.4   | 104.26 km/h   | Jan Kopecký      |
| Día 1 (15 Abr) | SS3   | 15:04  | Ingenio 1      | 14.19 km | Guy Wilks                    | 8:20.8    | 102.00 km/h   | Jan Kopecký      |
| Día 1 (15 Abr) | SS4   | 17:22  | Gran Canaria 2 | 1.50 km  | Jan Kopecký Thierry Neuville | 1:22.9    | 65.14 km/h    | Jan Kopecký      |
| Día 1 (15 Abr) | SS5   | 17:45  | Santa Lucía 2  | 24.57 km | Jan Kopecký                  | 13:59.9   | 105.31 km/h   | Jan Kopecký      |
| Día 1 (15 Abr) | SS6   | 18:38  | Ingenio 2      | 14.19 km | Juho Hänninen                | 8:18.1    | 102.56 km/h   | Jan Kopecký      |
| Día 1 (15 Abr) | SS7   | 22:16  | Valleseco      | 13.22 km | Jan Kopecký                  | 8:18.4    | 95.49 km/h    | Jan Kopecký      |
| Día 1 (15 Abr) | SS8   | 22:49  | Tejeda         | 23.07 km | cancelado                    | cancelado | cancelado     | Jan Kopecký      |
| Día 2 (16 Abr) | SS9   | 08:35  | San Mateo 1    | 23.42 km | Juho Hänninen                | 13:53.8   | 101.12 km/h   | Thierry Neuville |
| Día 2 (16 Abr) | SS10  | 09:22  | Artenara 1     | 13.47 km | Juho Hänninen                | 8:24.6    | 96.10 km/h    | Juho Hänninen    |
| Día 2 (16 Abr) | SS11  | 12:06  | San Mateo 2    | 23.42 km | Juho Hänninen                | 13:49.5   | 101.64 km/h   | Juho Hänninen    |
| Día 2 (16 Abr) | SS12  | 12:53  | Artenara 2     | 13.47 km | Jan Kopecký                  | 8:22.9    | 96.42 km/h    | Juho Hänninen    |

## Clasificación final
| Pos.      | Piloto              | Copiloto          | Automóvil               | Tiempo    | Diferencia | Puntos  |
| General   | General             | General           | General                 | General   | General    | General |
| --------- | ------------------- | ----------------- | ----------------------- | --------- | ---------- | ------- |
| 1.        | Juho Hänninen       | Mikko Markkula    | Škoda Fabia S2000       | 1:40:38.1 | 0.0        |         |
| 2.        | Jan Kopecký         | Petr Starý        | Škoda Fabia S2000       | 1:40:39.6 | 1.5        |         |
| 3.        | Thierry Neuville    | Nicolas Gilsoul   | Peugeot 207 S2000       | 1:40:46.3 | 8.2        |         |
| 4.        | Freddy Loix         | Frédéric Miclotte | Škoda Fabia S2000       | 1:40:54.8 | 16.7       |         |
| 5.        | Guy Wilks           | Phil Pugh         | Peugeot 207 S2000       | 1:41:26.4 | 48.3       |         |
| 6.        | Andreas Mikkelsen   | Ola Fløene        | Škoda Fabia S2000       | 1:41:33.7 | 55.6       |         |
| 7.        | Miguel Ángel Fuster | Ignacio Aviñó     | Porsche 911 GT3         | 1:41:37.0 | 58.9       |         |
| 8.        | Bryan Bouffier      | Xavier Panseri    | Peugeot 207 S2000       | 1:41:38.7 | 1:00.6     |         |
| 9.        | Bruno Magalhães     | Paulo Grave       | Peugeot 207 S2000       | 1:42:27.9 | 1:49.8     |         |
| 10.       | Xavi Pons           | Álex Haro         | Ford Fiesta S2000       | 1:42:48.2 | 2:10.1     |         |
| IRC       |                     |                   |                         |           |            |         |
| 1.        | Juho Hänninen       | Mikko Markkula    | Škoda Fabia S2000       | 1:40:38.1 | 0.0        | 25      |
| 2.        | Jan Kopecký         | Petr Starý        | Škoda Fabia S2000       | 1:40:39.6 | 1.5        | 18      |
| 3.        | Thierry Neuville    | Nicolas Gilsoul   | Peugeot 207 S2000       | 1:40:46.3 | 8.2        | 15      |
| 4.        | Freddy Loix         | Frédéric Miclotte | Škoda Fabia S2000       | 1:40:54.8 | 16.7       | 12      |
| 5.        | Guy Wilks           | Phil Pugh         | Peugeot 207 S2000       | 1:41:26.4 | 48.3       | 10      |
| 6.        | Andreas Mikkelsen   | Ola Fløene        | Škoda Fabia S2000       | 1:41:33.7 | 55.6       | 8       |
| 7. (8.)   | Bryan Bouffier      | Xavier Panseri    | Peugeot 207 S2000       | 1:41:38.7 | 1:00.6     | 6       |
| 8. (9.)   | Bruno Magalhães     | Paulo Grave       | Peugeot 207 S2000       | 1:42:27.9 | 1:49.8     | 4       |
| 9. (11.)  | Giandomenico Basso  | Mitia Dotta       | Proton Satria Neo S2000 | 1:43:15.9 | 2:37.8     | 2       |
| 10. (12.) | Toni Gardemeister   | Tapio Suominen    | Škoda Fabia S2000       | 1:43:16.3 | 2:38.2     | 1       |
| España    |                     |                   |                         |           |            |         |
| 1. (7.)   | Miguel Ángel Fuster | Ignacio Aviñó     | Porsche 911 GT3         | 1:41:37.0 | 0.0        | 52,5    |
| 2.(9.)    | Bruno Magalhães     | Paulo Grave       | Peugeot 207 S2000       | 1:42:27.9 | +50.9      | 45      |
| 3. (10.)  | Xavi Pons           | Álex Haro         | Ford Fiesta S2000       | 1:42:48.2 | 1:11.2     | 40,5    |

| Predecesor: Vilajoyosa 2011 | España 2011 | Sucesor: Cantabria 2011 |